# Pietroasele, Buzău
Pietroasele este satul de reședință al comunei cu același nume din județul Buzău, Muntenia, România. Se află într-o zonă viticolă cunoscută.
În localitate și în apropierea ei s-au efectuat mai multe descoperiri arheologice, fiind găsit un castru roman cu terme datând din secolul al IV-lea e.n. și un tezaur gotic datând din aceeași perioadă.

## Istorie
Satul există în forma actuală din secolul al XX-lea, fiind format prin unirea a două sate, denumite Pietroasa de Sus și Pietroasa de Jos. Ambele erau reședințe de comună la 1892; ele s-au format prin extinderea satului Bădeni, după ce câțiva boieri și moșneni au fost împroprietăriți în zonă; până în 1829 ele au făcut parte din fostul județ Săcuieni.
În 1837, pe un deal din apropierea acestei localități a fost descoperit un tezaur gotic format din 22 piese, datând din secolul al IV-lea (Tezaurul de la Pietroasele). De asemenea, în anii 1980 au fost descoperite ruinele unui castru roman și al unor terme.

## Personalități
- Constantin A. Sandu-Ville (1897 - 1969), inginer agronom, membru corespondent al Academiei Române.